# 전주월드컵경기장
전주월드컵경기장(全州월드컵競技場, Jeonju World Cup Stadium)은 대한민국 전북특별자치도 전주시에 있는 스포츠 시설이다.

## 개요
| 전주월드컵경기장 |

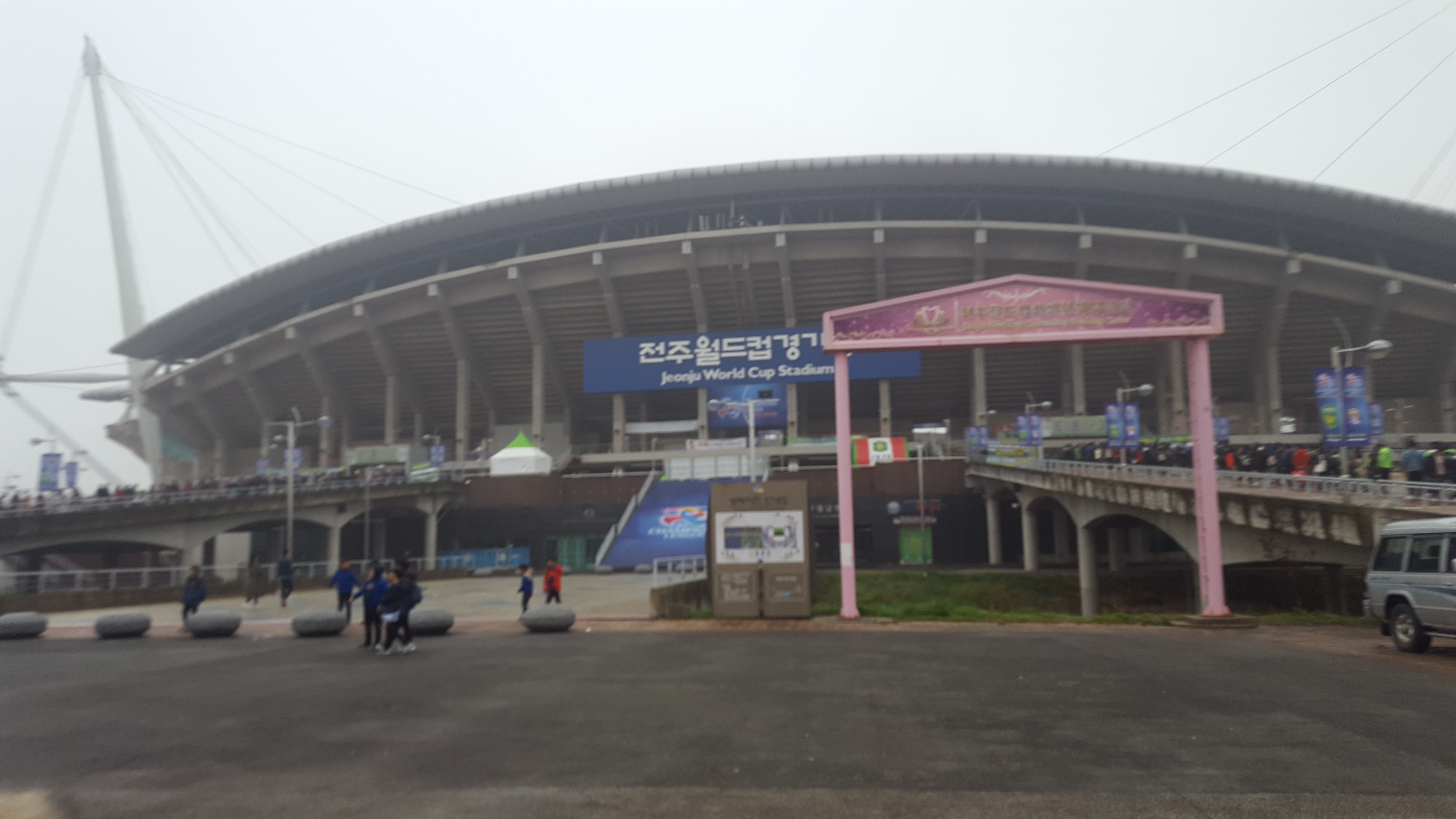
전주월드컵경기장 외관

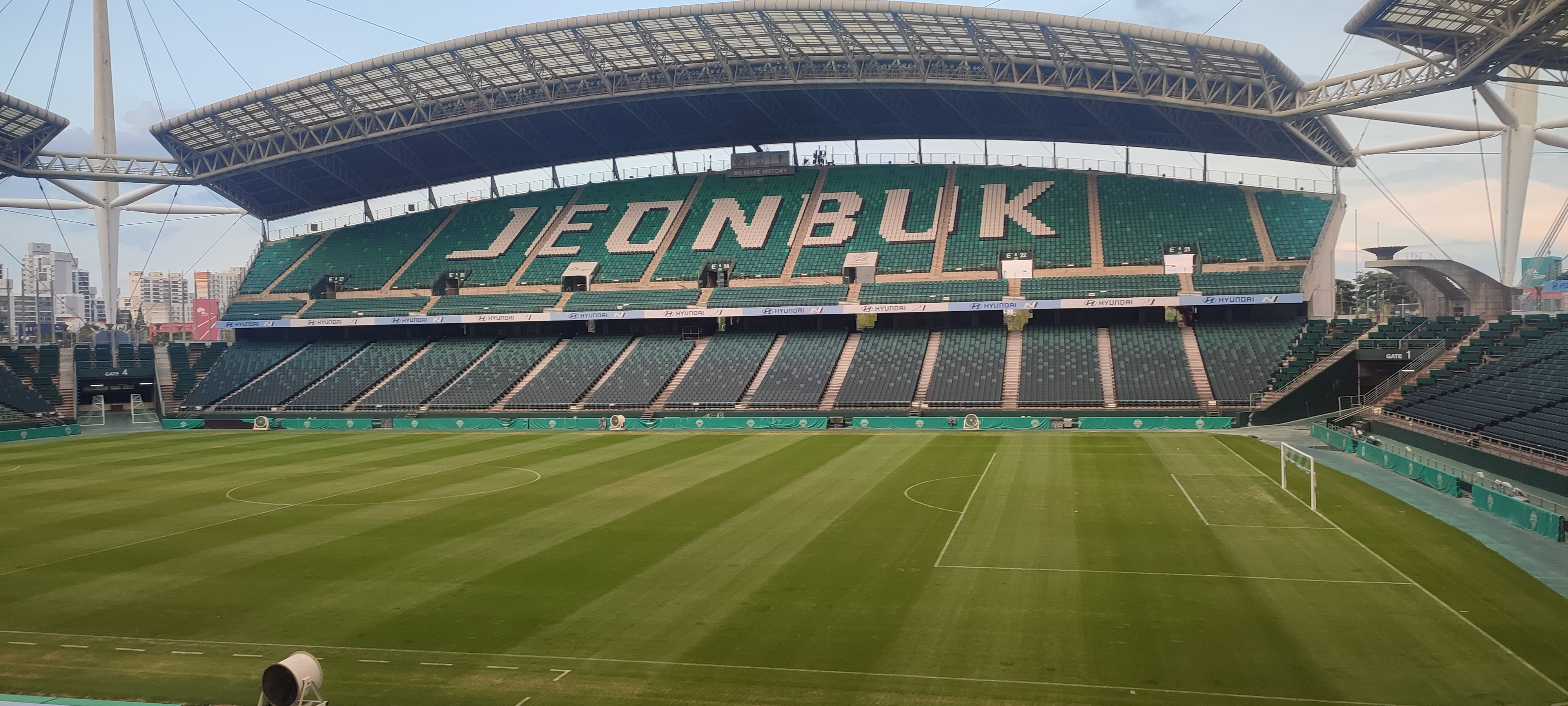
전주월드컵경기장 필드와 E석

2002 FIFA 월드컵의 개최를 목적으로 건설되었으며, 2002년부터 전북 현대 모터스의 홈 경기장으로 사용되고 있다. 전주월드컵경기장 이전에 사용되던 전주종합경기장의 별명인 전주성(한옥식으로 디자인된 부분이 있고 입구가 성문으로 되어있어서 붙여진 별명)을 이어 와서 전주성이라 불린다. 합죽선을 형상화한 지붕, 솟대를 상징하는 기둥, 가야금의 12현을 상징하는 케이블이 지붕을 받치고 있다. 또한, 관중들이 하천 위의 다리를건너 입장할 수 있도록 설계되었다.
2011년 6월 7일과 2013년 9월 10일에는 대한민국 축구 국가대표팀의 평가전인 가나전과 크로아티아전이 각각 개최되었다.
경기장 근처에는 전주 나들목(전주IC) 및 호남제일문 고속/시외버스 중간 승하차장이 있다.

## 주요 경기

### 2002년 FIFA 월드컵
| 날짜            | 팀 1     | 스코어 | 팀 2     | 라운드       |
| --------------- | -------- | ------ | -------- | ------------ |
| 2002년 6월 7일  | 스페인   | 3 - 1  | 파라과이 | B조 2차전    |
| 2002년 6월 10일 | 포르투갈 | 4 - 0  | 폴란드   | D조 2차전    |
| 2002년 6월 17일 | 멕시코   | 0 - 2  | 미국     | 16강전 5경기 |

### 2003년 피스컵
| 날짜            | 팀 1                | 스코어 | 팀 2                      | 라운드 |
| --------------- | ------------------- | ------ | ------------------------- | ------ |
| 2003년 7월 16일 | 로스앤젤레스 갤럭시 | 0 - 0  | 클루브 나시오날 데 푸트볼 | B조    |
| 2003년 7월 19일 | 올랭피크 리옹       | 1 - 0  | 성남 일화 천마            | A조    |

### 2005년 동아시아 축구 선수권 대회
| 날짜           | 팀 1     | 스코어 | 팀 2                   | 라운드 |
| -------------- | -------- | ------ | ---------------------- | ------ |
| 2005년 8월 4일 | 대한민국 | 0 - 0  | 조선민주주의인민공화국 | 1차전  |

### 2005년 동아시아 여자 축구 선수권 대회
| 날짜           | 팀 1                   | 스코어 | 팀 2                   | 라운드 |
| -------------- | ---------------------- | ------ | ---------------------- | ------ |
| 2005년 8월 1일 | 대한민국               | 2 - 0  | 중화인민공화국         | 1차전  |
| 2005년 8월 1일 | 조선민주주의인민공화국 | 1 - 0  | 일본                   | 1차전  |
| 2005년 8월 4일 | 대한민국               | 1 - 0  | 조선민주주의인민공화국 | 2차전  |

### 전북 현대 모터스
| 날짜             | 홈팀             | 스코어 | 원정팀         | 비고                               | 관중수 |
| ---------------- | ---------------- | ------ | -------------- | ---------------------------------- | ------ |
| 2006년 11월 1일  | 전북 현대 모터스 | 2 - 0  | 알카라마       | AFC 챔피언스리그 2006 결승전 1차전 | 25,830 |
| 2009년 12월 6일  | 전북 현대 모터스 | 3 - 1  | 성남 일화 천마 | K리그 챔피언 결정전 2009 2차전     | 36,246 |
| 2010년 8월 25일  | 전북 현대 모터스 | 0 - 3  | FC 서울        | 리그컵 2010 결승전                 | 15,891 |
| 2011년 11월 5일  | 전북 현대 모터스 | 2 - 2  | 알사드         | AFC 챔피언스리그 2011 결승전       | 41,805 |
| 2011년 12월 4일  | 전북 현대 모터스 | 2 - 1  | 울산 현대      | K리그 챔피언 결정전 2011 2차전     | 33,554 |
| 2013년 10월 19일 | 전북 현대 모터스 | 1 - 1  | 포항 스틸러스  | FA컵 2013 결승전                   | 23,477 |
| 2016년 11월 19일 | 전북 현대 모터스 | 2 - 1  | 알아인         | AFC 챔피언스리그 2016 결승전 1차전 | 36,158 |

## 참고 문헌
- 〈전주월드컵경기장〉. 《두피디아》. 두산.
- 《전국 공공체육 시설 현황 (2017년말 기준)》. 대한민국 문화체육관광부. 2019.

## 같이 보기
- 전주월드컵경기장 보조경기장
- 전북 현대 모터스 FC